# Papa Sisto II
Sisto II (em latim: Xystus II); (Atenas, 215 – Roma, 6 de agosto de 258) foi o 24º Papa da Igreja Católica, de 31 de agosto de 257 até a data de sua morte, em 6 de agosto de 258. Ele morreu como mártir, durante a perseguição do imperador Valeriano.
Sisto II procurou unir a Igreja Cristã em torno dos sacramentos e da Palavra de Deus. Perdoou os delatores, fortaleceu o espírito dos condenados pelo "crime capital de professar a fé em Jesus Cristo". Reatou as relações com os bispos africanos e da Ásia Menor, interrompidas pela controvérsia sobre o batismo dos hereges. Efetuou o translado dos restos de São Pedro e São Paulo.
Teria sido Sisto o primeiro Papa a enviar um missionário para a evangelização da Gália, o bispo São Peregrino.

## Morte
Sisto II foi decapitado no dia 6 de agosto de 258, sendo um dos primeiros a cair vítima da promulgação de um édito do imperador Valeriano contra os cristãos, publicado nos primeiros dias daquele mês. O documento ordenava que bispos, padres e diáconos fossem sumariamente condenados à morte ("episcopi et presbyteri et diacones incontinenti animadvertantur"). Naquele dia, tentando escapar da vigilância dos oficiais imperiais, reuniu seus fiéis em um cemitério pouco conhecido, próximo à Via Ápia. Durante a celebração, foi repentinamente preso por um grupo de soldados. Não se sabe se ele foi decapitado imediatamente ou foi levado a um tribunal para receber sua sentença, e depois levado de volta ao cemitério para a execução.